# 黛安娜·特魯希略
黛安娜·特魯希略·波梅蘭茨（西班牙語：Diana Trujillo Pomerantz，1980年1月4日—），供職於喷气推进实验室（JPL）的哥倫比亞航空工程師，現為JPL工程團隊的首席工程師，並負責毅力號火星探測器機械手臂。2021年2月18日，她主持了NASA史上首次西班牙語登陸行星任務的電視廣播，講述毅力號的登陸過程。

## 早年生活與教育
特魯希略在1980年1月4日出生於哥倫比亞卡利，其母親懷有她時是一位醫學院學生，在不得以之下唯有輟學以照顧女兒。特魯希略在孩提時代曾於卡納維拉萊斯國際學校（Colegio Internacional Cañaverales）就讀，一所受國際文憑組織認可的英西雙語學校。在這段時間內，她開始對科學產生興趣，並質疑該學科傳統上由女性擔任的角色。
為了讓家人得到更好的生活環境，特魯希略在17歲時毅然決定離開哥倫比亞，帶上僅300美元現金前往美國。她到達美國後於邁阿密定居，並在邁阿密達德學院就讀以改進其英語，與此同時找了包括女管家在內的多份兼職。從達德學院畢業後，特魯希略被一篇講述女性在航天任務的角色的雜誌文章所啟發，同時對自己的數學能力充滿信心的情況下，她決定前往佛罗里达大学（UFL），修讀航空太空工程學。
就讀UFL時，特魯希略報考了美國太空總署（NASA）旗下針對本科生和研究生的領導能力培訓計劃，是該計劃設立以來首位獲錄取的拉丁裔移民女性，更在之後成為唯二獲NASA聘用的參與者之一。參加計劃期間，特魯希略遇到後來說服其前往馬里蘭州，增加自己在航天事業中的機會的NASA機器人專案布萊恩·羅伯茨（Brian Roberts）。她遂入讀馬里蘭大學學院市分校（UMD），並成為羅伯茨教授研究團隊的成員之一，該團隊的領域為於太空運行的機器人。2007年，她獲得馬里蘭大學的航天工程學士學位，同時還是航天工程榮譽協會Sigma Gamma Tau的成員。

## 生涯
特魯希略於2007年加入NASA，分別參與戈达德太空飞行中心的星座計劃和喷气推进实验室的人類及機器人太空任務，並曾擔任過許多職務，包括地表採樣系統活動和除塵工具系統的首席系統工程師。她曾負責在安全操作的情況下確保好奇號於無塵環境進行採樣。除塵工具花了特魯希略約半年的時間開發，以刷掉火星表面的灰塵，使科學家能夠研究底下的火星地表，它在探測車著陸在火星的第151年天上被使用。2009年，她獲任命為好奇號通信系統的工程師，負責探測車與地球科學家之間的聯繫。特魯希略還是飛行器著陸系統，以及飛行器火星地表測試台的首席工程師。好奇號成功登陸火星時。她正於喷气推进实验室任職。
2014年，特魯希諾成為好奇號任務的負責人。同年她被列為20位科技行業最有影響力的拉丁裔人士之一。特魯希略擔任毅力號火星探測器機械手臂的飛行指揮，該機械手隨後於2020年2月伴隨著探測車在火星的耶澤羅撞擊坑著陸。同月，她主持NASA史上首次西班牙語登陸行星任務的電視廣播。
特魯希略與了一些計劃，以激勵來自拉丁美洲和非裔美國女性的年輕女性踏足科學和工程領域。她也在2018年3月與奥克塔维亚·斯宾塞和法瑞尔·威廉姆斯一起，參加於南加州大學舉行的《隐藏人物》交流會。特魯希略亦與其丈夫威廉·波梅蘭茨成立布魯克·歐文斯獎學金，並擔任導師。2020年6月，她被任命為布魯克·歐文斯獎學金執行委員會的委員
特魯希略的故事獲卡麗·康奈爾（Kari Cornell）和法蒂瑪·汗（Fatima Khan）改編為兒童向科普書《火星科學實驗室 - 工程師》（Mars Science Lab - Engineer）

## 個人生活
特魯希略在2009年與維珍軌道副總裁威廉·波梅蘭茨結婚，兩人育有兩個孩子

## 獲得獎項
- 2017年：布魯斯·默里教育和公共管理卓越獎[43][44]
- 2021年，由哥倫比亞國民議會頒發的「波利卡帕·薩拉維里埃塔（英语：Policarpa Salavarrieta）功績勳章」[45]

## 外部連結
- 黛安娜·特魯希略的X（前Twitter）